# Lilian Jane Gould
Lilian Jane Gould   (Regne Unit, 19 de febrer de 1861 - 2 de desembre de 1936), també coneguda com a Lilian J. Veley, va ser una biòloga britànica coneguda principalment pels seus estudis de microorganismes en licors. Va ser una de les primeres dones admeses a la Societat Linnaeana. A més del seu treball científic, va ser una de les primeres criadores europeus de gats siamesos.

## Biografia
Lilian Jane Gould va néixer el 19 de febrer de 1861, a Katharine Emma Gould i la Rev. J. Nutcombe. Va assistir a Somerville College, Oxford amb una beca, on el seu assessor va ser l'entomòleg Edward Bagnall Poulton. El 1894 va obtenir un títol de primer en Ciències Naturals, amb especialització en morfologia animal. El 1895 es va casar amb Victor Herbert Veley (1856-1933), un científic i empresari amb el qual col·laboraria posteriorment en diversos projectes de recerca. Igual que altres dones de la Universitat d'Oxford, científiques de l'època que van ser prohibides d'obtenir un doctorat a Oxford, va rebre més tard un D.Sc. Grau de Trinity College, Dublín (1905).
El 1904 es va convertir en una de les primeres dones elegides per la Societat Linneana de Londres.
Durant la Primera Guerra Mundial, Gould va servir com a comandant d'una unitat de Londres de la Creu Vermella Britànica.
El seu marit va morir el 1933 i Gould va morir el 2 de desembre de 1936. Es va publicar un obituari a les Actes de la Societat Linna.

### Recerca
Gould va escriure els seus primers dos articles científics mentre encara a la Universitat d'Oxford; un era de color en les larves de lepidòpters, mentre que l'altre estava en una ameba, Pelomyxa palustris.
Veley era un científic i director de l'empresa Baddow Brewery Company, i Gould va treballar amb ell sobre microorganismes que es troben en licors com el rom. Amb Veley, va publicar diversos articles breus sobre el tema en Nature i en altres llocs, així com un llibre titulat The Microorganism of Faulty Rum (1898). L'obituari del seu marit va pensar que el llibre havia rebut menys atenció del que es mereixia.

### Cria de gats
Gould també va participar en la història primerenca de la moderna raça de gats siameses, convertint-se en un dels primers creadors siamesos occidentals. El 1884, el seu germà Edward, que era cònsol general a Bangkok, va portar un gosset de cria a casa com a regal per a la seva germana. El parell de Gould, anomenat Pho i Mia, va produir tres gatitos siamesos, i els cinc van cridar l'atenció l'any següent a l'espectacle anual de gat del Crystal Palace de Londres. Gould continuaria co-fundant el Siamese Cat Club en 1901.
Algunes fotografies d'altres tipus de gats de Gould es troben a l'Arxiu Nacional del Regne Unit. També va entrevistar en 1910 a una família de Putney que posseïa un gat reclamat per haver-se robat d'un temple japonès del qual els gats eren guardes tradicionals.